# Asura inconspicua
Asura inconspicua là một loài bướm đêm thuộc phân họ Arctiinae, họ Erebidae.